# 11 settembre: Senza scampo
11 settembre: Senza scampo (9/11) è un film statunitense del 2017 diretto da Martin Guigui.

## Trama
New York, 11 settembre 2001: Jeffrey Cage sta lavorando al World Trade Center (WTC). Arriva alla Torre Nord con sua moglie Eve per firmare i documenti per il divorzio e i due sono in ascensore quando il volo American Airlines 11 si schianta contro l'edificio, provocando anche l'arresto dell'ascensore. Nell'ascensore ci sono anche Eddie, un addetto alla manutenzione, Tina, una donna che è venuta al WTC per rompere con il suo ricco amante e Michael, un fattorino. Tentano di aprire le porte dell'ascensore per fuggire ma non sono in grado di farlo.
Metzie è una dispatcher, che comunica con le persone bloccate all'interno dell'ascensore. Lei dice loro che hanno solo una scelta: aprire la porta dell'ascensore e inviare il manutentore nella sala macchine per ricablare l'ascensore. Il gruppo all'interno dell'ascensore inizia a escogitare piani per aprire la porta. All'inizio usano le mani, ma è troppo stretto, poi provano ad aprire l'albero di emergenza sopra il soffitto ma può essere aperto solo dall'esterno. Proprio in quel momento, la torre trema un'altra volta: si tratta del volo United Airlines 175 che si è schiantato contro la Torre Sud.
Nello stesso momento che il volo American Airlines 77 si schianta contro il Pentagono, Metzie dice al gruppo che i vigili del fuoco non possono arrivare all'ultimo piano e devono aprire il meccanismo di blocco per aprire le porte. Alla fine aprono l'ascensore, sbloccano il meccanismo di bloccaggio e sfondano un blocco di muro a secco nella stanza di un bidello; solo Eve esce prima che la rottura dei cavi dell'ascensore renda impossibile la fuga degli altri. Jeffrey dice ad Eve che la ama e promette d'incontrarsi nella hall prima che tutti in ascensore si sdraino sulla schiena e si preparino all'impatto quando l'ascensore inizia a cadere. L'ascensore accelera fino al livello della lobby, ma tutti sopravvivono. Intanto, mentre la Torre Sud crolla (sono passati 52 minuti dall'impatto del volo UA175), Eve trova un vigile del fuoco che la aiuta ad aprire la porta dell'ascensore e tutti escono tranne Jeffrey, che rimane intrappolato nell'ascensore che a poco a poco si indebolisce. Poco dopo che il volo United Airlines 93 si schianta a Shanksville, in Pennsylvania, tutti si mettono in fuga con l'eccezione del vigile del fuoco, che cerca, in un ultimo disperato tentativo, di estrarre Jeffrey dalla cabina, sale in cima all'ascensore, riesce ad aprire la botola di emergenza sopra la cabina e afferra per la mano Jeffrey nel tentativo di tirarlo a sé. I due tuttavia non riescono a salvarsi poiché si sente in lontananza il crollo della Torre Nord (sono passati un'ora e 42 minuti dall'impatto del volo AA11) che chiude la scena.

## Distribuzione
Il film è uscito ufficialmente negli Stati Uniti l'8 settembre 2017.